# Footwork FA15
Chronologie des modèles (1994)
Arrows A11B Footwork FA16
La Footwork FA15 est la monoplace de Formule 1 engagée par l'écurie Arrows lors de la saison 1994 de Formule 1. Elle est pilotée par le Brésilien Christian Fittipaldi, en provenance de Minardi, et l'Italien Gianni Morbidelli, qui avait été pilote essayeur pour la Scuderia Ferrari la saison précédente. C'est la première monoplace conçue par l'écurie britannique depuis 1990, date à laquelle elle avait été rachetée par Footwork.
La FA15 commence assez bien sa saison en permettant à Gianni Morbidelli de se qualifier en sixième position du Grand Prix du Brésil, à 1,9 seconde d'Ayrton Senna, auteur de la pole position. L'Italien ne finit cependant pas la course, sa monoplace étant victime d'une boîte de vitesses défaillante, tout comme celle de ce coéquipier. Fittipaldi marque quant à lui les points de la quatrième place au Grand Prix suivant, à Aïda. Au Canada, le Brésilien, qui termine la course à la sixième place, est finalement disqualifié en raison du poids de sa monoplace, inférieure à la réglementation. Morbidelli, qui dispose d'une voiture peu fiable, doit attendre la neuvième course de la saison, à Hockenheim, pour rallier l'arrivée et marquer par la même occasion les points de la cinquième place. Son coéquipier termine juste devant, les deux pilotes Arrows ayant profité de l'abandon de dix-huit pilotes. En Belgique, Morbidelli marque le dernier point de la saison de l'écurie avec sa sixième place. En fin de saison, l'Arrows FA15 devient moins performante et stagne dans la deuxième moitié du peloton.
À la fin de la saison, Arrows termine neuvième du championnat des constructeurs avec neuf points.

## Résultats en championnat du monde de Formule 1

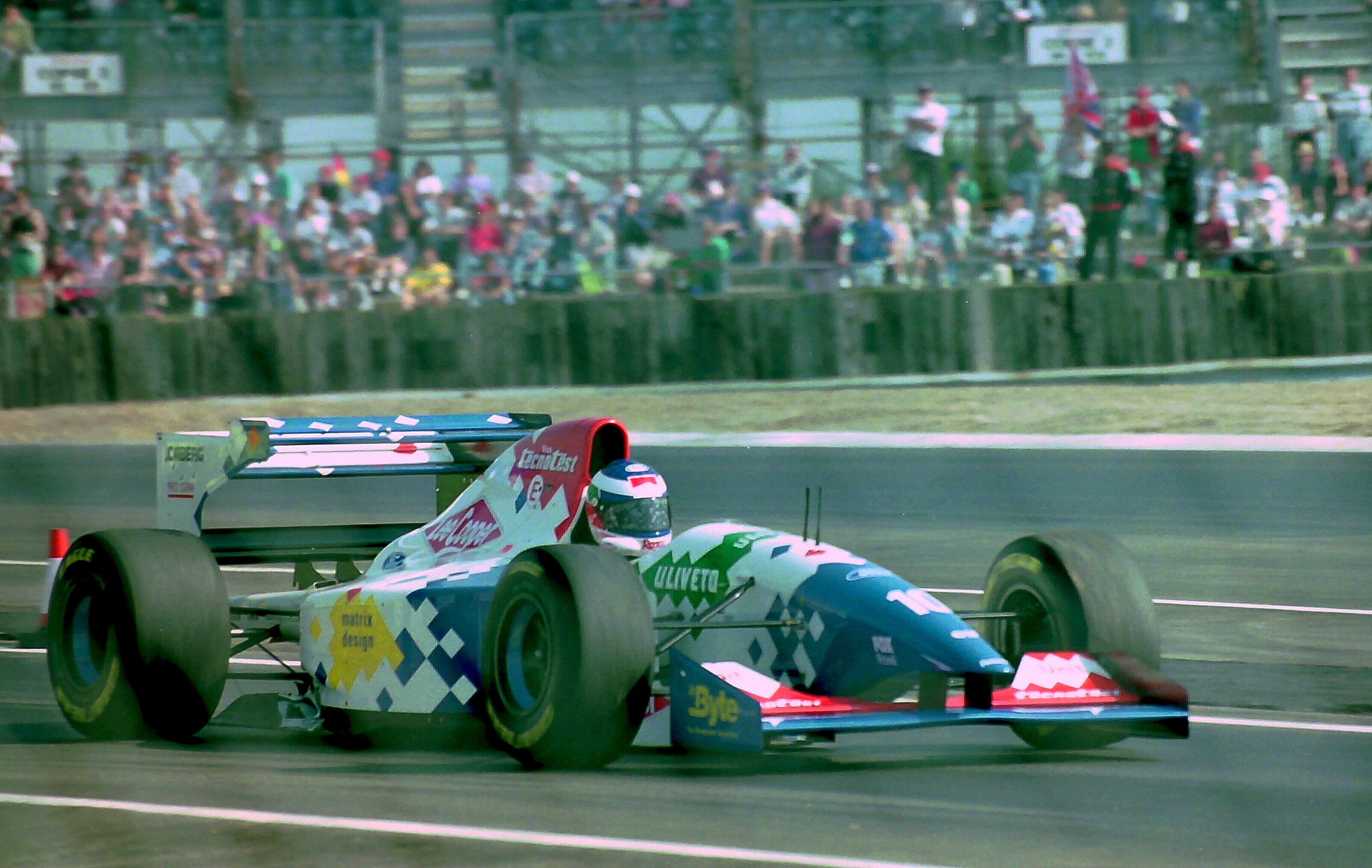
Gianni Morbidelli à bord de la Footwork FA15 lors du Grand Prix de Grande-Bretagne 1994.

| Saison | Écurie        | Moteur              | Pneus    | Pilotes              | Courses | Courses | Courses | Courses | Courses | Courses | Courses | Courses | Courses | Courses | Courses | Courses | Courses | Courses | Courses | Courses | Points inscrits | Classement |
| Saison | Écurie        | Moteur              | Pneus    | Pilotes              | 1       | 2       | 3       | 4       | 5       | 6       | 7       | 8       | 9       | 10      | 11      | 12      | 13      | 14      | 15      | 16      | Points inscrits | Classement |
| ------ | ------------- | ------------------- | -------- | -------------------- | ------- | ------- | ------- | ------- | ------- | ------- | ------- | ------- | ------- | ------- | ------- | ------- | ------- | ------- | ------- | ------- | --------------- | ---------- |
| 1994   | Footwork Ford | Ford-Cosworth HB V8 | Goodyear |                      | BRÉ     | PAC     | SMR     | MON     | ESP     | CAN     | FRA     | GBR     | ALL     | HON     | BEL     | ITA     | POR     | EUR     | JAP     | AUS     | 9               | 9e         |
| 1994   | Footwork Ford | Ford-Cosworth HB V8 | Goodyear | Christian Fittipaldi | Abd     | 4e      | 13e     | Abd     | Abd     | Dsq     | 8e      | 9e      | 4e      | 14e     | Abd     | Abd     | 8e      | 17e     | 8e      | 8e      | 9               | 9e         |
| 1994   | Footwork Ford | Ford-Cosworth HB V8 | Goodyear | Gianni Morbidelli    | Abd     | Abd     | Abd     | Abd     | Abd     | Abd     | Abd     | Abd     | 5e      | Abd     | 6e      | Abd     | 9e      | 11e     | Abd     | Abd     | 9               | 9e         |

Légende : ici 